# Schauren (Birkenfeld járás)
Schauren település Németországban, Rajna-vidék-Pfalz tartományban. Lakosainak száma 483 fő (2023. december 31.).

## Népesség
A település népességének változása:
| Lakosok száma | 521  | 497  | 491  | 484  | 487  | 483  |
|               | 1975 | 2017 | 2019 | 2021 | 2022 | 2023 |